# Обратная сторона ринга
«Обратная сторона ринга» (англ. Dark Side of the Ring)— документальный сериал, посвященный важным людям и событиям в мире профессионального реслинга. Премьера 1 сезона состоялась 10 апреля 2019 года на кабельном канале Vice TV. В сезона было 6 серий. Премьера 2 сезона произошла на канадском стриминговом сервисе Crave 24 марта 2020 года. 2 сезон состоял из 10 серий.
Сериал был продлен на 3 сезон из 14 серий, премьера состоялась 6 мая 2021 года.
15 июля 2021 года был создан спин-офф Темная сторона 90-х.

## Суть шоу
Согласно описанию на сайте Vice, «Обратная сторона ринга» занимается поиском истины на пересечении реальности и фантазий в смутном мире профессионального рестлинга. Каждый выпуск рассказывает об одной трагичной истории из прошлого индустрии. Свои версии, точки зрения и мысли высказывают очевидцы или участники событий в интервью, которые записывают и монтируют заранее. Интервью «нарезаны» и чередуются, а между фрагментами иногда следуют спродюсированные инсценировки некоторых событий. Чаще эти инсценировки показывают в замедленной скорости и в размытом виде, чтобы спрятать детали и лица.

## Список эпизодов
| Сезон | Серии | Серии | Даты показа    | Даты показа    |
| ----- | ----- | ----- | -------------- | -------------- |
| 1     | 6     | 6     | 10 апреля 2019 | 10 апреля 2019 |
| 2     | 10    | 10    | 24 марта 2020  | 24 марта 2020  |
| 3     | 14    | 14    | 6 мая 2021     | 6 мая 2021     |
| 4     | 10    | 10    | 30 мая 2023    | 30 мая 2023    |
| 5     | 10    | 10    | 5 марта 2024   | 5 марта 2024   |

### Сезон 1 (2019)
| № общий | № в сезоне | Название                                                                    | Герои серии                  | Дата премьеры  | Зрители (млн) |
| ------- | ---------- | --------------------------------------------------------------------------- | ---------------------------- | -------------- | ------------- |
| 1       | 1          | «The Match Made in Heaven» «Брак, заключённый на небесах»                   | Рэнди Сэвидж и Мисс Элизабет | 10 апреля 2019 | 0.154         |
| 2       | 2          | «The Montreal Screwjob» «Монреальская подстава»                             | Шон Майклз и Брет Харт       | 17 апреля 2019 | 0.181         |
| 3       | 3          | «The Killing of Bruiser Brody» «Убийство Брюзера Броуди»                    | Брюзер Броуди                | 24 апреля 2019 | 0.214         |
| 4       | 4          | «The Last of the Von Erichs» «Последний из Фон Эрихов»                      | Семья Фон Эрихов             | 1 мая 2019     | 0.234         |
| 5       | 5          | «The Mysterious Death of Gorgeous Gino» «Загадочная смерть Джино Эрнандеса» | Джино Хернандес              | 8 мая 2019     | 0.225         |
| 6       | 6          | «The Fabulous Moolah» «Невероятная Мула»                                    | Невероятная Мула             | 15 мая 2019    | 0.200         |

### Сезон 2 (2020)
| № общий | № в сезоне | Название                                                                                             | Герои серии                                                 | Дата премьеры  | Зрители (млн) |
| ------- | ---------- | --- | ----------------------------------------------------------- | -------------- | ------------- |
| 7       | 1          | «Benoit Part One» «Крис Бенуа: часть 1»                                                              | Крис Бенуа, Нэнси Бенуа и Эдди Герреро                      | 24 марта 2020  | 0.320         |
| 8       | 2          | «Benoit Part Two» «Крис Бенуа: часть 2»                                                              | Крис Бенуа, Нэнси Бенуа                                     | 24 марта 2020  | 0.320         |
| 9       | 3          | «The Life and Crimes of New Jack» «Жизнь и преступления Нью Джека»                                   | Нью Джек                                                    | 31 марта 2020  | 0.229         |
| 10      | 4          | «The Brawl For All» «Всеобщая бойня»                                                                 | WWF Brawl for All                                           | 07 апреля 2020 | 0.226         |
| 11      | 5          | «Jimmy Snuka and The Death of Nancy Argentino» «Джимми Снука и смерть Нэнси Аргентино»               | Джимми Снука                                                | 14 апреля 2020 | 0.209         |
| 12      | 6          | «The Assassination of Dino Bravo» «Убийство Дино Браво»                                              | Дино Браво                                                  | 21 апреля 2020 | 0.221         |
| 13      | 7          | «David Schultz & The Slap Heard Round the World» «Дэвид Шульц и пощечина, услышанная всем миром»     | Дэвид Шульц                                                 | 28 апреля 2020 | 0.255         |
| 14      | 8          | «Cocaine & Cowboy Boots: The Herb Abrams Story» «Кокаин и ковбойские ботинки: история Херба Абрамса» | Херб Абрамс                                                 | 05 мая 2020    | 0.246         |
| 15      | 9          | «The Last Ride of The Road Warriors» «Последнее путешествие Дорожных воинов»                         | Дорожные воины (Дорожный Воин Зверь и Дорожный Воин Ястреб) | 12 мая 2020    | 0.264         |
| 16      | 10         | «The Final Days of Owen Hart» «Последние дни Оуэна Харта»                                            | Оуэн Харт                                                   | 19 мая 2020    | 0.349         |

### Сезон 3 (2021)
| № общий | № в сезоне | Название                                                               | Герои серии                                              | Дата премьеры    | Зрители (млн) |
| ------- | ---------- | ---------------------------------------------------------------------- | -------------------------------------------------------- | ---------------- | ------------- |
| 17      | 1          | «Brian Pillman Part One» «Брайан Пиллман: часть первая»                | Брайан Пиллман                                           | 6 мая 2021       | 0.272         |
| 18      | 2          | «Brian Pillman Part Two» «Брайан Пиллман: часть вторая»                | Брайан Пиллман                                           | 6 мая 2021       | 0.272         |
| 19      | 3          | «The Ultra Violence of Nick Gage» «Сверх-жестокость Ника Гейджа»       | Ник Гейдж                                                | 13 мая 2021      | н/д           |
| 20      | 4          | «The Collision in Korea» «Столкновение в Корее»                        | Collision in Korea                                       | 20 мая 2021      | н/д           |
| 21      | 5          | «Becoming Warrior» «Становясь Воином»                                  | Последний воин                                           | 27 мая 2021      | н/д           |
| 22      | 6          | «In the Shadow of Grizzly Smith» «В тени Гризли Смита»                 | Гризли Смит Джейк «Змей» Робертс Сэм Хьюстон Рокин Робин | 3 июня 2021      | н/д           |
| 23      | 7          | «The Dynamite Kid» «Динамит Кид»                                       | Динамит Кид                                              | 10 июня 2021     | н/д           |
| 24      | 8          | «Plane Ride from Hell» «Полёт из ада»                                  | Ростер WWE 2002 года                                     | 16 сентября 2021 | н/д           |
| 25      | 9          | «The Double Life of Chris Kanyon» «Двойная жизнь Криса Каньона»        | Крис Каньон                                              | 23 сентября 2021 | н/д           |
| 26      | 10         | «Blood & Wire: Onita's FMW» «Кровь и проволка: FMW Ониты»              | FMW и Ацуси Онита                                        | 30 сентября 2021 | н/д           |
| 27      | 11         | «Bikers, Bombs & Bedlam Johnny K9» «Байкеры, бомбы и бедлам Джонни К9» | Ион Кройтору                                             | 7 октября 2021   | н/д           |
| 28      | 12         | «The Many Faces of Luna Vachon» «Множество лиц Луны Вашон»             | Луна Вашон                                               | 14 октября 2021  | н/д           |
| 29      | 13         | «Extreme & Obscene: Rob Black's XPW» «Экстрим и непристойность: XPW»   | Xtreme Pro Wrestling                                     | 21 октября 2021  | н/д           |
| 30      | 14         | «The Steroid Trials» «Стероидный процесс»                              | Соединённые Штаты против Макмэна                         | 28 октября 2021  | н/д           |

### Сезон 4 (2023)
| № общий | № в сезоне | Название                                                                     | Герои серии                         | Дата премьеры  | Зрители (млн) |
| ------- | ---------- | ---------------------------------------------------------------------------- | ----------------------------------- | -------------- | ------------- |
| 31      | 1          | «Chris and Tammy» «Крис и Тэмми»                                             | Крис Кандидо и Тамара Линн Ситч     | 30 мая 2023    | н/д           |
| 32      | 2          | «Shattered: The Magnum T.A. Story» «Осколки: История Магнум Ти. Эй.»         | Магнум Ти. Эй.                      | 6 июня 2023    | н/д           |
| 33      | 3          | «Breaking the Cycle: The Graham Dynasty» «Разорвать цикл:Семья Грэхэм»       | Эдди Грэхэм и Майк Грэхэм           | 13 июня 2023   | н/д           |
| 34      | 4          | «What Happened to Doink the Clown?» «Что случилось с Клоуном Доинк?»         | Клоун Доинк                         | 20 июня 2023   | н/д           |
| 35      | 5          | «Junkyard Dog» «Помойный пёс»                                                | Помойный пёс                        | 27 июня 2023   | н/д           |
| 36      | 6          | «The Tragic Fall of Adrian Adonis» «Трагическое падение Эдриэна Адониса»     | Эдриэн Адонис                       | 11 июля 2023   | н/д           |
| 37      | 7          | «Abdullah the Butcher: Legacy of Blood» «Абдулла Мясник: Наследие крови»     | Абдулла Мясник                      | 18 июля 2023   | н/д           |
| 38      | 8          | «Bam Bam Bigelow: The Beast from the East» «Бам Бам Бигелоу: Зверь с запада» | Бам Бам Бигелоу                     | 25 июля 2023   | н/д           |
| 39      | 9          | «WCW Bash at the Beach 2000» «WCW Bash at the Beach 2000»                    | Конфликт Халка Хогана и Винса Руссо | 1 августа 2023 | н/д           |
| 40      | 10         | «The World According to Marty Jannetty» «Мир по версии Марти Джаннетти»      | Марти Дженнетти                     | 8 августа 2023 | н/д           |

### Сезон 5 (2024)
| № общий | № в сезоне | Название                                                                                              | Герои серии        | Дата премьеры  | Зрители (млн) |
| ------- | ---------- | --- | ------------------ | -------------- | ------------- |
| 41      | 1          | «The Ballad of 'Earthquake' John Tenta» «Баллада о Джоне "Землетрясении" Тенте»                       | Землетрясение      | 5 марта 2024   | н/д           |
| 42      | 2          | «Buff and the Bagwells» «Бафф и Бэгвеллы»                                                             | Бафф Бэгвелл       | 13 марта 2024  | н/д           |
| 43      | 3          | «Terry Gordy: Final Flight of the Freebird» «Терри Горди: Последний полет свободной птицы»            | Терри Горди        | 19 марта 2024  | н/д           |
| 44      | 4          | «Saving Face: the Brutus Beefcake Story» «Сохранить лицо: история Брутуса Бифкейка»                   | Брутус Бифкейк     | 26 марта 2024  | н/д           |
| 45      | 5          | «The Life and Legends of Harley Race» «Жизнь и легенды Харли Рейса»                                   | Харли Рейс         | 2 апреля 2024  | н/д           |
| 46      | 6          | «Welcome To My Nightmare, The Chris Colt Story» «Добро пожаловать в мой кошмар: история Криса Кольта» | Крис Кольт         | 9 апреля 2024  | н/д           |
| 47      | 7          | «Chris Adams: The Gentleman and the Demon» «Крис Адамс: джентльмен и демон»                           | Крис Адамс         | 16 апреля 2024 | н/д           |
| 48      | 8          | «Sensational Sherri» «Сенсационная Ше́рри»                                                             | Сенсационная Ше́рри | 23 апреля 2024 | н/д           |
| 49      | 9          | «Enter Sandman: Legacy of a Hardcore Icon» «Внутри Песочного Человека:Наследие иконы хардкора»        | Сэндмен            | 30 апреля 2024 | н/д           |
| 50      | 10         | «Black Saturday: The Rise of Vince» «Черная суббота: Восхождение Винса»                               | Черная суббота     | 7 мая 2024     | н/д           |

### Сезон 6 (2025)
| № общий | № в сезоне | Название                                                                                | Герои серии                                     | Дата премьеры  | Зрители (млн) |
| ------- | ---------- | --------------------------------------------------------------------------------------- | ----------------------------------------------- | -------------- | ------------- |
| 51      | 1          | «Mick Foley: Hell in a Cell» «Мик Фоли: Ад в клетке»                                    | Матч Ад в клетке между Мэнкайндом и Гробовщиком | 25 марта 2025  | TBD           |
| 52      | 2          | «Ludvig Borga: Hellraiser From Helsinki» «Людвиг Борга: Восставший из ада из Хельсинки» | Людвиг Борга                                    | 1 апреля 2025  | TBD           |
| 53      | 3          | «Big Van Vader» «Биг Ван Вейдер»                                                        | Биг Ван Вейдер                                  | 8 апреля 2025  | TBD           |
| 54      | 4          | «Tony Atlas: Too Much, Too Soon» «Тони Атлас: Слишком много, слишком рано»              | Тони Атлас                                      | 15 апреля 2025 | TBD           |
| 55      | 5          | «The Original ‘Superstar': Billy Graham» «Настоящая "Суперзвезда": Билли Грэм»          | «Суперзвезда» Билли Грэм                        | 22 апреля 2025 | TBD           |
| 56      | 6          | «‘Hot Stuff’ Eddie Gilbert» «‘Hot Stuff’ Эдди Гилберт»                                  | Эдди Гилберт                                    | 29 апреля 2025 | TBD           |
| 57      | 7          | «Truth, Lies and Billy Jack Haynes» «Правда, ложь и Билли Джек Хейнс»                   | Билли Джек Хэйнс                                | 6 мая 2025     | TBD           |
| 58      | 8          | «Blood, Fire and the Original Sheik» «Кровь,огонь и настоящий Шейх»                     | Эдвард Фархат                                   | 13 мая 2025    | TBD           |
| 59      | 9          | «The Scream Queen: Daffney» «Королева крика: Даффни»                                    | Даффни                                          | 20 мая 2025    | TBD           |
| 60      | 10         | «Becoming Muhammad Hassan» «Становясь Мухаммедом Хасаном»                               | Мухаммед Хасан                                  | 27 мая 2024    | н/д           |

### Критика
Проект регулярно критиковали за то, что продюсеры не всегда соблюдали историческую правду, а интервью участников жёстко монтировались. Обозреватель AV Club Рэндалл Колбёрн сразу предупреждает, что никому из рестлинга доверять нельзя: эта индустрия слишком сильно хранит свои тайны и держится образов и сценариев. Комментатор Джим Росс и рестлер Роб ван Дам отмечали, что для некоторых выпусков их слова выдёргивались из контекста так, чтобы они соответствовали продюсерскому видению ситуации, а не тому, как это было на самом деле. Джим Росс после эфира второго сезона похвалил проект, но заявил, что более не будет сотрудничать с авторами, правда в итоге его удалось переубедить.
Также авторов регулярно ловили на том, что они сознательно обеляли тех гостей проекта, с которыми дружили лично.
Также в некоторых сериях продюсеры в качестве главной идеи выставляли события, которые затем опровергали очевидцы и современники. Так, например, Джим Росс опровергал связь между расистскими заявлениями, сделанными промоутером Биллом Уоттсом, и уходом рестлера Мусорного пса в WWF. Он утверждал, что главное, что повлияло на решение Пса, — это существенно большая зарплата, которую предлагали в WWF. Рестлер, промоутер и букер Датч Мантел сказал, что никогда не слышал историю, рассказанную в серии «Адский перелёт» о том, что рестлер и букер Майкл Хэйс в пьяном виде ударил Джона Брэдшоу Лэйфилда, а затем ему отрезали его фирменную косичку. Роб ван Дам, комментируя тот же эпизод в своих соц.сетях, уточнил, что его слова про то, как Рик Флэр размахивал пенисом, были реакцией на слова продюсеров, а сам он этого не видел. Букер Т рассказал, что отказался от участия в проекте из-за того, что увиденные им выпуски представляли то, что он видел своими глазами, в ложном свете. Халк Хоган обвинил авторов выпуска, посвященного Рэнди Сэвиджу и Мисс Элизабет в том, что они не смогли представить все взгляды на ту ситуацию, остановившись на паре мнений, которые у них были. Многолетний продюсер, агент, сценарист и закулисный сотрудник различных промоушнов в том числе WWF Брюс Причард назвал сериал примером плохой журналистики, плохого телевизионного продукта, поскольку имея возможность рассказать правду, авторы предпочли её проигнорировать. В своем подкасте ветеран индустрии рестлинга с многолетним стажем Джим Корнетт высмеял содержание 2-го эпизода 5-го сезона, посвященного Баффу Багвеллу, поставив под сомнение практически все высказанные в эфире тезисы. Ветераны рестлинга Арн Андерсон и Дастин Роудс в подкасте One True Sport обвинили проект в очернении рестлеров ради погони за деньгами. Андерсон сказал, что ни разу не слышал некоторых историй, упомянутых в проекте, но при этом готов принять участие в «Темной стороне», если не потребуется никого очернять. Роудс добавил, что не планирует смотреть проект вообще.

## Признание
В интернет-сообществе рестлинга проект был весьма популярен. Первый сезон получил премию Wrestling Observer Newsletter как лучший документальный фильм о рестлинге 2019 года, эпизод второго сезона «Последние дни Оуэна Харта» получил ту же премию в 2020 году, а выпуск, посвященный жизни и карьерам Криса Кандидо и Тамми Линн Ситч — в 2023 году. Финал второго сезона, посвященный смерти Оуэна Харта, стал самой рейтинговой программой в истории сети Vice — за три дня премьеру, повторы и записи на DVR посмотрели 626 000 зрителей.
В 2024 году проект получил несколько номинаций на Премию Канадской академии кино и телевидения. На «Лучший документальный телепроект» была номинирована группа продюсеров сериала; в номинации «Лучшее визуальное расследование» — эпизод, посвященный Мяснику Абдулле; в номинации «за лучшие съемки документального проекта» — эпизод про Марти Джаннетти; в номинации «Лучший монтаж документального проекта» — эпизод про династию Грэмов.
Проект был признан успешным настолько, что руководство телеканала заказало производство в общей сложности четырёх других схожих проектов, посвященных темной стороне разных областей поп-культуры:
В декабре 2020 года было объявлено о съемках документального проекта «Тёмная сторона футбола». Премьера состоялась 13 мая 2021го года.
В том же декабре 2020 года объявили о записи проект «Темная сторона 90х». Премьера состоялась 15 июля 2021го года.
В 2022 году объявили о производстве еще одного проекта «Тёмная сторона комедии». Премьера состоялась 15 августа 2022 года.